# کاترین یونسدوتیر
کاترین یونسدوتیر (انگلیسی: Katrín Jónsdóttir؛ زادهٔ ۳۱ مهٔ ۱۹۷۷) بازیکن فوتبال اهل ایسلند است.
از باشگاه‌هایی که در آن بازی کرده‌است می‌توان به اومئا آی‌کی، باشگاه بریدابلیک، و دیوری گردن اشاره کرد.
وی همچنین در تیم‌های ملی فوتبال زنان ایسلند، و زنان ایسلند، و زنان ایسلند، بازی کرده‌است.